# Kloster Kerbénéat
Das Kloster Kerbénéat wurde 1875 in Plounéventer in der Bretagne als französisches Benediktinerkloster gegründet und beherbergt derzeit die rumänisch-orthodoxe monastische Frauengemeinschaft Sankt Isaak der Syrer.

## Geschichte

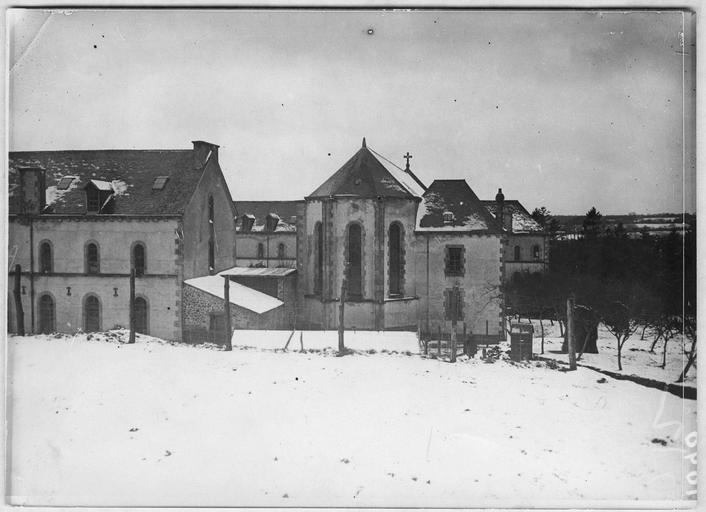
Die Abteigebäude im März 1916

Mönche der von Jean-Baptiste Muard gegründeten Abtei La Pierre-qui-Vire gründeten 1875 im französischen Département Finistère zwischen Plounéventer und La Roche-Maurice (heute südlich der Nationalstraße 12) das Kloster Kerbénéat (= Ker + Benoît, Benedikt-Ort). Am 24. April 1903 wurden die Mönche von der ordensfeindlichen Dritten Republik vertrieben und konnten erst 1922 aus dem walisischen Exil in Caermaria bei Cardigan zurückkehren.
Im Ersten Weltkrieg dienten die Klostergebäude als Internierungslager.
Zwischen 1950 und 1965 wechselten die Benediktiner unter Prior Louis-Félix Colliot (1906 bis 1991, Prior und Abt von 1937 bis 1970) aus Platzmangel in die neu erbaute Abtei von Landévennec. Von 1977 bis 2002 besiedelten die Benediktinerinnen Unserer Lieben Frau vom Kalvarienberg das Kloster. Seit 2017 beherbergt es eine monastische Frauengemeinschaft der Rumänisch-Orthodoxen Kirche.